# 大島浩
大島 浩（おおしま ひろし、1886年（明治19年）4月19日 - 1975年（昭和50年）6月6日）は、日本の陸軍軍人、外交官。最終階級は陸軍中将。
第二次世界大戦前から戦中にかけて駐ドイツ特命全権大使を務め、日独伊三国同盟締結の立役者としても知られる。終戦後の極東国際軍事裁判ではA級戦犯として終身刑の判決を受けた。

## 概要
大島は、陸軍士官学校、及び陸軍大学校を卒業した陸軍軍人であった。1921年（大正10年）、駐在武官補として初めてドイツに赴任、ナチ党とのあいだに強い個人的関係を築くようになった。1938年（昭和13年）には駐ドイツ日本大使に就任、日独同盟の締結を推進し、1940年（昭和15年）に調印された日独伊三国同盟も強力に支持した。終戦後にはA級戦犯として終身刑に処せられ、1955年（昭和30年）まで服役した。

## 経歴

### 生い立ち
後の陸軍大臣・大島健一の長男として、愛知県名古屋市に生まれた。その後は東京で育ち、愛日小学校（東京牛込北町）では、後に経済人として経団連会長も務めた石坂泰三と同級であった。
1898年（明治31年）、東京府立四中入学、陸軍幼年学校入学資格である1年次修了後、1899年（明治32年）9月、東京陸軍地方幼年学校入学。1904年（明治37年）11月、陸軍中央幼年学校卒業。東京陸軍地方幼年学校の同期には東条英機がいる。
大のドイツびいきであった父・健一は、息子の大島浩に対しては、ドイツ語教育とドイツ流の躾を施しており、浩はドイツ語の単語を毎日10語暗記し、父親の前で暗唱することが義務付けられていた。幼年学校時代は、週末にドイツ人家庭を訪問し、ドイツ語会話に親しむこと、長期休暇時はドイツ人の家庭に預けられるなどしていた。軍人となった後に初めてドイツに駐在した際には、ドイツ人青年に付いてドイツ語を習い、教科書には『ロシア革命』（ローザ・ルクセンブルク著）や、『手紙』（カール・リープクネヒト著）などが用いられていたという。

### ドイツ駐在
1921年（大正10年）、ベルリンに赴任し、ドイツ大使館付陸軍武官補佐官に着任する。1923年には、オーストリア大使館付陸軍武官としてウィーンに赴任し、アメリカ大使館勤務の職員と接触し、アメリカの暗号表を買い取るなどスパイ活動を行い、実績を上げた。1934年、再度ベルリンに赴任する。大島は、ドイツ国民から支持を受け、政権を得ていた国民社会主義ドイツ労働者党（ナチス党）上層部と接触することを企図し、ヨアヒム・フォン・リッベントロップと接触する。
当時、日本国外務省はナチス党とは距離を置く方針であり、独自の行動で同党とのネットワークを構築していた大島は、日独同盟の推進者となっていった。大島の外交思想は、同時期の駐イギリス特命全権大使であり、親英米派であった吉田茂とは対極であった。
その後日本と英米との関係が悪化する中、大島は親独派が多い陸軍中央と提携、防共協定（1936年締結）に走るなどドイツとイタリアとの友好関係強化を推進。その後駐ドイツ大使であった東郷茂徳を退け、1938年（昭和13年）自らが駐独大使に就任した。

### 駐独大使

#### 1期目

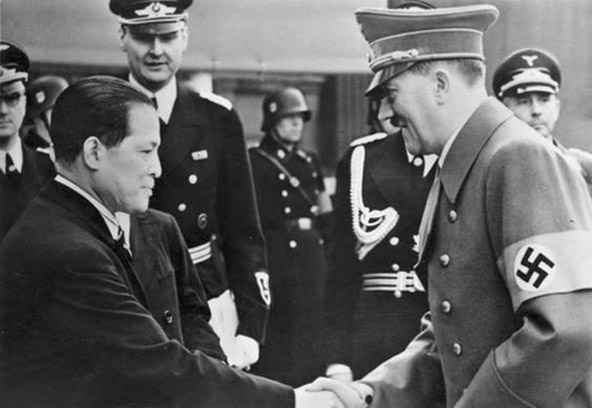
アドルフ・ヒトラーと握手をする大島（1942年）

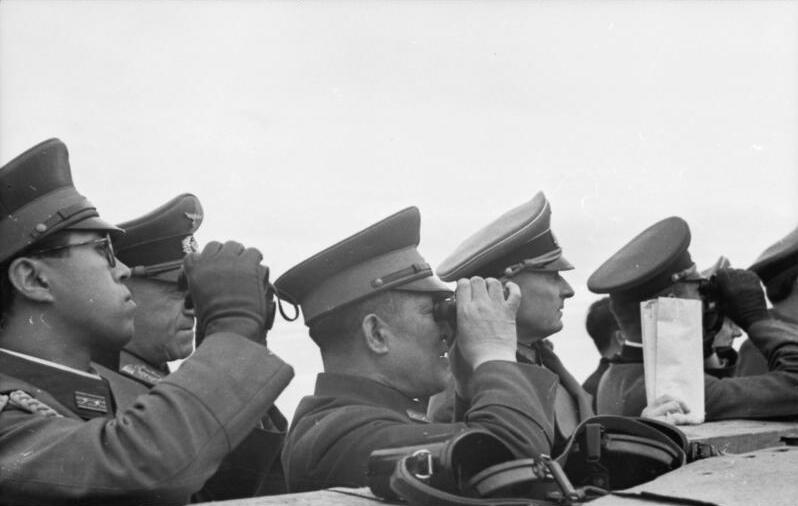
南フランスのドイツ軍防衛拠点を視察中の大島（写真中央、1943年）

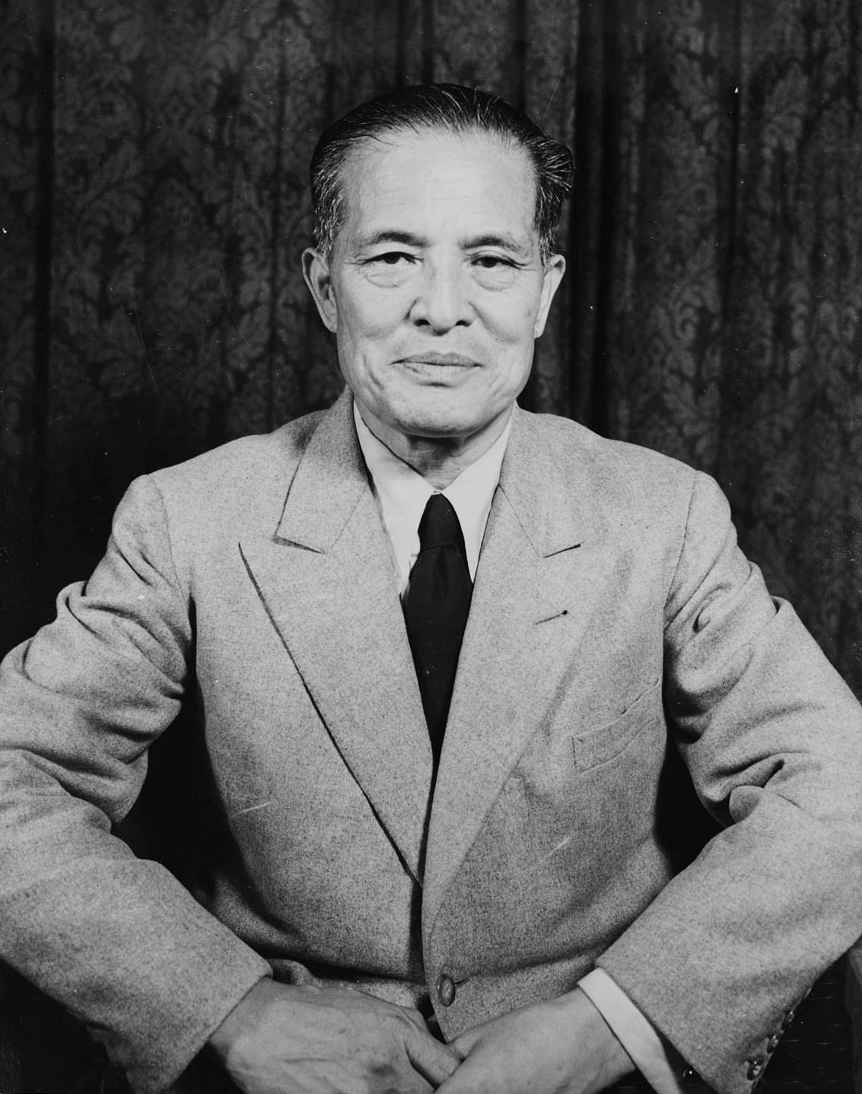
極東国際軍事裁判時の大島（1947年）

大使就任後には、政治家・外交官でありナチス党幹部のヨアヒム・フォン・リッベントロップに接近するなど積極的に動き、さらにアドルフ・ヒトラー総統の信任を得るに至った。
しかし1939年8月25日にドイツの独ソ不可侵条約締結を、日独防共協定違反として日独同盟交渉中断を閣議決定。さらに日独防共協定違反に政治責任を取り平沼内閣が総辞職するなど、日本の政界も揺るがす大混乱となった。この責任を取りベルリンより帰朝を命ぜられる。帰国後に大使を依願免官した。

#### 2期目
大島の後任に来栖三郎が駐ドイツ大使に任命されたが、1939年9月に始まった第二次世界大戦下において日独伊三国同盟が締結されるなど、枢軸外交実現には「親米」と言われた来栖では力不足との声が上がった。
そこで1940年12月に駐独大使に再任された。1941年3月27日には松岡洋右外務大臣のベルリン訪問時には松岡・ヒトラー会談に同席した。1941年4月には、独ソ不可侵条約が締結されていた状況にもかかわらず、大島はドイツとソ連とで戦争が起きることを察知し、ベルリンに来ていた松岡洋右に対して、日ソ不可侵条約締結を行なわないよう進言する。しかし結果的に松岡は大島のアドバイスを無視して、日ソ中立条約を締結することになる。また、同年6月5日には、大島はヒトラーと対談し、ドイツがソ連に戦争を仕掛ける意図があることを見抜き、松岡にドイツとソ連は、近々戦争になる可能性が高い旨を打電するが、松岡は取り合わなかった。結果的には、大島の情報は正しいことが判明し（独ソ戦)、大島の情報が良い意味でも悪い意味でも信頼が置かれることになった。日本は1941年12月より参戦した第二次世界大戦下においては、一貫して親独政策を推進した。
大島はドイツ国のナチスの政策に心酔しており、ドイツ駐在中は「姿勢から立ち居振る舞いに至るまでドイツ人以上にドイツ人的」との評価を受けた。アメリカのジャーナリスト、ウィリアム・L・シャイラーは大島を「ナチス以上の国家社会主義者」と評している。
第二次世界大戦末期の1945年（昭和20年）に至っても、日本政府は駐スイス公使阪本瑞男からのドイツ第三帝国瓦解との本国電を黙殺、大島によるドイツ有利との誤った戦況報告を重用し続けた。ドイツを一方的に信じ続けた大島によるそれらの暗号電報は、全て連合国側に解読されており、英米の作戦遂行に有利に活用されていた。
同年4月に赤軍がベルリンに迫ると、大島はドイツ政府からの要請を受けて、一部の高官らと共にオーストリアの温泉地であるバート・ガスタインに避難した。この時のことに付いて当時外交官補で後に外務省アメリカ局長を務めた吉野文六は、大島から決死隊としてベルリンに残留するよう命じられたことや、酒とつまみを持ってくるよう命ぜられ、アメリカ軍機の機銃掃射を受けながら、ドイツ人運転手と共にベルリンから温泉地まで必死で届けたことなどを回想している。

### ドイツ敗戦後
5月のドイツ敗戦後、大島はアメリカ軍に抑留され、アメリカ・バージニア州のベッドフォード・スプリングスに移送され、8月の終戦を迎えた。
11月にワシントン州・シアトルより他の外交官などとともに日本に送還され、12月6日に日本に到着した際には「私は政府の指示に従っただけだ」、「日本到着後は政治家にでもなるかな」と同行者に話して、無罪であることを主張した。
しかし、到着した時点で連合国軍最高司令官総司令部から大島の逮捕命令（第四次逮捕者9名中の1人）が出されており、到着直後に身柄を拘束され巣鴨拘置所に勾留、A級戦犯として起訴されることとなった。

### 極東国際軍事裁判
大島がA級戦犯として起訴された最大の理由は、日独伊三国同盟の推進にあった。しかし法廷において大島は、「ヒトラーやリッベントロップとは、ほとんど会わなかった」と、事実とは異なる証言をし、また三国同盟を主導したことなど、自身に不利になることには一切言及しなかった。判事による投票の結果、大島は1票差で絞首刑を免れ、終身刑の判決のもと巣鴨拘置所で服役した。
大島は後年態度を一変し、政治家であった広田弘毅などが死刑となったことについて、「（自分のほうが戦争への責任が重いにも拘らず）こうして生きているのが、いつも申し訳ない気がしている」（1965年（昭和40年）頃の発言）などと述べていた。

### 晩年
1955年（昭和30年）11月に恩赦により仮釈放された大島は、神奈川県茅ヶ崎市に隠遁した。赦免後には、当時の政権政党だった自民党から、国政選挙への立候補を度々要請されたが、「自分は国家をミスリードした。その人間が再び公職に就くのは許されない」として断り続けた。
公的な場所に現れることすら一切なかった大島は、著作や講演の依頼にも頑として応ぜず、編集者で歴史家の高橋正衛には、「私が語り、書いて、大島個人の主観で歴史家を誤らせるという、三国同盟に次いでまた国民に罪を犯したくない」と語っていた。
2020年、明治大学名誉教授の三宅正樹は大島の肉声テープを公開した。
日独伊三国同盟の締結を推し進めたことに付いて大島は後年、当時はそれを最善と信じて行動していたが、結果的にはその見通しの誤りが敗戦という結果を招き、その意味で自らに日本国に対しての重大な責任があることを認めていた。
1975年（昭和50年）6月6日死去。享年90（満89歳没）。

## 人物

### ナチスとヒトラーへの心酔
- 大島はナチ党とそれを率いるヒトラーに心酔しており、言動や思想は常にナチ党政権及びドイツ寄りであった[30]。そのことから、日本国外務省や大日本帝国海軍などでは大島をしばしば「駐独ドイツ大使」と揶揄した。木戸幸一は戦後、「あのくらい、ドイツ一辺倒の男はなかった」「大使になっても依然として駐在武官のような頭だった」と大島を評している[31]。
- 大島のドイツ贔屓は終生続き、晩年においても毎日ドイツ語の本と雑誌ばかり読んでいた[1]。また、ヒトラーを常に「天才戦略家」と評価しており、蟄居先であった茅ヶ崎の自宅応接室にも、自身とヒトラーとが向かい合った写真が飾られていたという[1]。また、「国家の勢力拡大が最優先事項とされた当時の価値基準で測れば、ヒトラーはアレクサンドロス3世やナポレオン・ボナパルトに次ぐ天才であったことを固く信じる」とヒトラー死後30年を経た後にも語っていた[1]。

### 性格と趣味・嗜好
- 明るく開放的で非常に人を信じやすい性格であった一方、癇癪持ちであった。
- 大島は幼少時に一度結核を患った以外、全くの病気知らずで生涯を通した。
- 一度決めたことは変えなかった。これらのことから政治や術策には不得手であり、自身でも「政治や外交は好きではない」と語っていた。
- 駐ドイツ大使時代には、オペラ等のコンサートにも度々招待されたが、特にリヒャルト・ワーグナーを一番のお気に入りとし、またドイツ・オーストリア・ハンガリーの喜歌劇（オペレッタ）を好んで歌っていた。
- 大島は無類の食通であり、美味しい鰻屋があると聞いて家族全員で外出することもあった。ドイツ赴任時には、ヒトラーよりキルシュヴァッサーを提供されたことがあった[32]。
- 一方では、ドイツ在住のユダヤ人演奏家を庇護・援助し続け、アメリカとも人脈のあった指揮者近衛秀麿との確執が生じ、近衞のドイツ本国内での演奏活動が制限される結果となった。

## エピソード
- 大使在任中の諜報活動では、在オーストリア英国大使館の下働きの夫婦をスパイに仕立て、情報はウィーンの中央公園のベートーヴェンやモーツァルトの銅像の前で受取る、などといったこともしていた[1]。

## 年譜

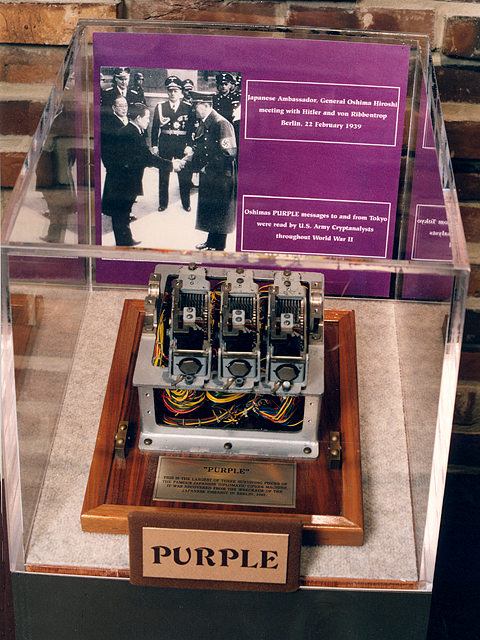
ベルリンの日本大使館で実際に使われていた暗号機B型の機器の一部（戦後、アメリカによって接収される）。ケース内の写真では、大島とヒトラーが握手をしている様子が窺える（中央はリッベントロップ）。

- 1905年（明治38年）11月 - 陸軍士官学校（18期恩賜）卒業。
- 1906年（明治39年）6月 - 陸軍砲兵少尉に任官。
- 1908年（明治41年）6月 - 中尉に昇進。
- 1915年（大正4年）12月 - 陸軍大学校（27期）卒業。
- 1916年（大正5年）5月 - 大尉に昇進。
  - 1916年（大正5年）7月 - 重砲2連隊中隊長。
- 1917年（大正6年）2月 - 参謀本部配属。
- 1918年（大正7年）8月 - シベリア出張（～1919年（大正8年）2月）。
- 1921年（大正10年）5月 - 駐ドイツ大使館付武官補佐官就任。
- 1922年（大正11年）1月 - 少佐に昇進。
- 1923年（大正12年）2月 - 駐オーストリア公使館兼ハンガリー公使館付武官就任。
- 1926年（大正15年）8月 - 中佐に昇進。
- 1928年（昭和3年）8月10日 - 砲兵監部部員[33]。
- 1930年（昭和5年）8月1日 - 野砲兵第10連隊長に就任し[33]、大佐に昇進。
- 1931年（昭和6年）8月1日 - 参謀本部防衛課長[33]。
- 1934年（昭和9年）3月5日 - 駐ドイツ大使館付武官昇進。
- 1935年（昭和10年）3月15日 - 少将に昇進。
  - 1935年（昭和10年）10月 - ナチス党外交部長リッベントロップと初会談（二元外交始まる）
- 1936年（昭和11年）11月25日 - 日独防共協定調印
- 1937年（昭和12年）11月 - イタリア、日独防共協定に加わる。
- 1938年（昭和13年）3月1日 - 中将に昇進。
  - 1938年（昭和13年）8月 - ヒトラーユーゲント来日。
  - 1938年（昭和13年）10月8日 - 予備役編入。駐ドイツ大使に任命。日独防共協定を日独同盟へ格上げすることに奔走。
- 1939年（昭和14年）8月23日 - ヒトラー、独ソ不可侵条約を締結。
  - 1939年（昭和14年）8月25日 - ドイツの独ソ不可侵条約締結を日独防共協定違反として日独同盟交渉中断を閣議決定。
  - 1939年（昭和14年）8月28日 - ドイツの日独防共協定違反に政治責任を取り平沼内閣総辞職。
  - 1939年（昭和14年）10月7日 - ベルリンより帰朝を命ぜられる。
  - 1939年（昭和14年）12月27日 -　大使依願免職。
- 1940年（昭和15年）2月 -　大島浩の後任、来栖三郎駐ドイツ大使に任命。
- 1940年（昭和15年）9月27日 - 日独伊三国同盟調印。
  - 1940年（昭和15年）11月15日 -　ヒトラー日本大使館来訪、紀元2600年を賀す。
- 1940年（昭和15年）12月20日 - 駐ドイツ大使に再任命。
  - 1941年（昭和16年）2月17日 - ベルリン着任。メディア露出率が高く、ベルリンで最も知られた外交官の一人であった。
- 1941年（昭和16年）3月27日 -　松岡洋右外務大臣ベルリン訪問、松岡・ヒトラー会談に同席。 
  - 1941年（昭和16年）6月22日 -　ドイツ軍ソ連に侵攻（バルバロッサ作戦）。　
  - 1945年（昭和20年）4月13日 - ソ連軍迫るベルリンを離れ、ドイツ南部のバート・ガスタインに避難。
- 1945年（昭和20年）12月6日 - 極東国際軍事裁判でA級戦犯として起訴される。
- 1948年（昭和23年）11月12日 - 極東国際軍事裁判でA級戦犯として終身刑。
- 1955年（昭和30年）11月 - 減刑、出獄。
- 1975年（昭和50年）6月6日 - 死去。89歳没。

## 栄典
位階
- 1906年（明治39年）8月1日 - 正八位[34]
- 1909年（明治42年）10月11日 - 従七位[34]
- 1914年（大正3年）11月10日 - 正七位[34]
- 1919年（大正8年）12月1日 - 従六位[34]
- 1925年（大正14年）1月31日 - 正六位[34]
- 1930年（昭和5年）3月1日 - 従五位[34]
- 1935年（昭和10年）3月15日 - 正五位[34]
- 1938年（昭和13年）4月1日 - 従四位[34]
- 1940年（昭和15年）1月17日 - 正四位[34]
- 1944年（昭和19年）2月1日 - 従三位[35]

勲章等
- 1915年（大正4年）11月7日 - 勲六等単光旭日章・大正三四年従軍記章[34]
- 1919年（大正8年）12月22日 - 勲五等瑞宝章[34]
- 1920年（大正9年）11月1日 - 勲四等旭日小綬章[34]
- 1929年（昭和4年）6月13日 - 勲三等瑞宝章[34]
- 1934年（昭和9年）4月29日 - 旭日中綬章[34]
- 1938年（昭和13年）
  - 4月6日 -  勲二等瑞宝章[34]
  - 11月2日 - 勲二等旭日重光章[34]
- 1940年（昭和15年）
  - 4月29日 -  勲一等旭日大綬章[34]
  - 8月15日 - 紀元二千六百年祝典記念章[36]
- 1942年（昭和17年）
  - 1月8日 -  ドイツ国 黄金ドイツ鷲勲章大十字章[37]
  - 7月11日 -  ルーマニア王国 ルーマニア星勲章大十字章[38]
  - 9月30日 -  ハンガリー王国 ハンガリー功労勲章一級[39]

## 家族
妻・豊子は子爵田尻稲次郎の娘。妹の長江は箕作麟祥の四男・俊夫に嫁いだ。元日本大学農獣医学部教授の箕作祥一は浩の甥にあたる。

## メディア

### ドラマ・演じた俳優
- 小日向文世 - 映画『杉原千畝 スギハラチウネ』（2015年、東宝）
- 吉田鋼太郎 - テレビドラマ「百合子さんの絵本 〜陸軍武官・小野寺夫婦の戦争〜 」（2016年7月30日、NHK）※役名は原島浩

### ドキュメンタリー
- BS1スペシャル「ヒトラーに傾倒した男〜A級戦犯・大島浩の告白〜」（2021年8月14日、NHK BS1）[40]
- NHK BSプレミアム『昭和の選択[注釈 2]「破局への条約 三国同盟 ～松岡外相と影のキーマン 大島浩」』(2022年9月21日)[41]

三国同盟の影の推進役・大島の来歴と、条約締結直前の1940年9月に日本の松岡洋右邸で行われた松岡外相・オット駐日ドイツ大使・ドイツの使者シュターマー（リッベントロップの腹心）の3者密談に焦点を当てる。オットから松岡宛の「絶對極祕」扱いの私的書簡の現物写真、大島の死の2年前に三宅正樹が収録した膨大なインタビューテープの肉声の一部を公開。
座長-磯田道史、司会-杉浦友紀アナ、トークゲスト-真山仁・一ノ瀬俊也・田野大輔、録画出演-田嶋信雄・三宅正樹・渡辺延志。
歴史番組
- 『その時 歴史が動いた　ヒトラー情報 日本を揺るがす ～「真珠湾」へのもう一つの道～』 2002年9月18日放送（NHK）